# Jorge Fernando
Jorge Fernando de Medeiros Rebello (Rio de Janeiro, 29 de março de 1955 – Rio de Janeiro, 27 de outubro de 2019) foi um diretor de televisão, ator e roteirista brasileiro. Era filho da também atriz Hilda Rebello e tio do ex-ator João Rebello.

## Biografia
Quando jovem teve aulas de teatro no Colégio Estadual Visconde de Cairu, no Méier, Zona Norte do Rio, onde teve seus primeiros contatos com a arte.
Iniciou sua carreira profissional na TV como ator na série de televisão Ciranda, Cirandinha, de 1978, no papel de Reinaldo. Sua estreia no teatro foi com o espetáculo Zoológico, produzido por sua mãe, onde atuou e dirigiu. 
Foi diretor de núcleo da Rede Globo, destacando-se com telenovelas das sete dos anos 1980, escritas por Silvio de Abreu e Cassiano Gabus Mendes. Em 1983 recebeu o prêmio de melhor direção da Associação Paulista de Críticos de Arte, por seu trabalho em Guerra dos Sexos, novela marcada pela cena do café da manhã entre Fernanda Montenegro e Paulo Autran.

### Outros trabalhos
Além dos trabalhos na televisão e no cinema, também dirigiu shows como Destino de Aventureiro, com Ney Matogrosso, Desejos, com Simone e Não Perca o Tom, com Tom Cavalcante. Dirigiu ainda Sidney Magal, Guilherme Arantes, Elba Ramalho, Chitãozinho e Xororó, Leandro & Leonardo, Edson Cordeiro, Zezé di Camargo & Luciano.[carece de fontes?]

## Vida pessoal
Na adolescência, Jorge Fernando vendia livros para se manter e já frequentava os teatros no subúrbio do Rio de Janeiro. Casou-se na Igreja, aos dezenove anos, com Lúcia, uma amiga da turma que com ele frequentava o píer de Ipanema. A união durou um ano e os dois continuaram amigos. Depois da separação, passou a acompanhar o grupo teatral Dzi Croquettes, viajando para Paris em turnê, o que, segundo ele, foi o começo de tudo. Assumiu enfim para a família que era homossexual, revelação aceita com naturalidade pela mãe. Espantado com a reação da mãe, Jorginho perguntou a ela: "Mas a senhora não vai falar nada?". "Não", respondeu ela. "Ah, então tá bom, vamos tomar sorvete", disse ele. Era despojado, não gostava de formalidades, tendo sido o primeiro artista a entrar nos estúdios da Globo de shorts. Gostava de viajar e fazer extravagâncias, mas também ajudava financeiramente outras pessoas. Afirmava não ter dinheiro guardado, mas possuía três imóveis, um apartamento na Barra da Tijuca, outro no Leme e uma casa em Paquetá. Aos 56 anos, afirmou ainda estar "malhando e transando muito", e que havia mudado seus hábitos alimentares, levando uma vida mais saudável.

### Doença e morte
Em outubro de 2016, o ator passou dezoito dias internado em um hospital, devido a uma pancreatite. Poucas semanas depois, sofreu um AVC e foi submetido a uma cirurgia no Hospital Samaritano, em Botafogo. A partir daí, passou a ter acompanhamento médico constante, devido às sequelas do AVC.
Jorge Fernando passou mal na tarde de 27 de outubro de 2019 e deu entrada no hospital Copa Star, em Copacabana, no Rio de Janeiro, onde morreu aos 64 anos, vítima de uma parada cardíaca, em decorrência de uma dissecção de aorta completa.

## Carreira

### Como diretor
Televisão
| Ano     | Programa                           | Autor                            |
| ------- | ---------------------------------- | -------------------------------- |
| 1981    | Jogo da Vida                       | Silvio de Abreu                  |
| 1982    | Sétimo Sentido                     | Janete Clair                     |
| 1982    | Sol de Verão                       | Manoel Carlos                    |
| 1983    | Guerra dos Sexos                   | Silvio de Abreu                  |
| 1984    | Vereda Tropical                    | Carlos Lombardi                  |
| 1986    | Cambalacho                         | Silvio de Abreu                  |
| 1987    | Brega & Chique                     | Cassiano Gabus Mendes            |
| 1989    | Que Rei Sou Eu?                    | Cassiano Gabus Mendes            |
| 1990    | Rainha da Sucata                   | Silvio de Abreu                  |
| 1991    | Vamp                               | Antônio Calmon                   |
| 1992    | Deus Nos Acuda                     | Silvio de Abreu                  |
| 1995    | A Próxima Vítima                   | Silvio de Abreu                  |
| 1996    | Vira Lata                          | Carlos Lombardi                  |
| 1997    | Zazá                               | Lauro César Muniz                |
| 1998    | Angel Mix                          | Boninho                          |
| 1998    | Era Uma Vez...                     | Walther Negrão                   |
| 1999    | Vila Madalena                      | Walther Negrão                   |
| 2000–01 | Sai de Baixo                       | Luís Gustavo Daniel Filho        |
| 2000–02 | Gente Inocente                     | Detto Costa                      |
| 2001    | As Filhas da Mãe                   | Silvio de Abreu                  |
| 2003    | Chocolate com Pimenta              | Walcyr Carrasco                  |
| 2004    | Estação Globo (programas infantis) | Cláudia Souto                    |
| 2005    | Alma Gêmea                         | Walcyr Carrasco                  |
| 2006    | Especial Xuxa 20 Anos              | Boninho                          |
| 2007    | Sete Pecados                       | Walcyr Carrasco                  |
| 2008    | Nada Fofa                          | Fernanda Young Alexandre Machado |
| 2009    | Caras & Bocas                      | Walcyr Carrasco                  |
| 2010    | Ti Ti Ti                           | Maria Adelaide Amaral            |
| 2011    | Macho Man (3 episódios)            | Fernanda Young Alexandre Machado |
| 2012    | Dercy de Verdade                   | Maria Adelaide Amaral            |
| 2012    | Guerra dos Sexos                   | Silvio de Abreu                  |
| 2013–14 | Divertics                          | Claúdio Torres Gonzaga           |
| 2014    | Alto Astral                        | Daniel Ortiz                     |
| 2016    | Êta Mundo Bom!                     | Walcyr Carrasco                  |
| 2019    | Verão 90                           | Izabel de Oliveira Paula Amaral  |

Cinema
| Ano  | Filme                | Autor                                             |
| ---- | -------------------- | ------------------------------------------------- |
| 2004 | Sexo, Amor e Traição | Renê Belmonte Emanuel Jacobina                    |
| 2006 | Xuxa Gêmeas          | Patrícya Travassos Flávio de Souza Jorge Fernando |
| 2008 | A Guerra dos Rocha   | Maria Carmem Barbosa                              |

### Como ator
Televisão
| Ano  | Título                | Papel                        |
| ---- | --------------------- | ---------------------------- |
| 1978 | Ciranda, Cirandinha   | Reinaldo                     |
| 1979 | Pai Herói             | Cirilo Baldaracci            |
| 1980 | Água Viva             | Jáder                        |
| 1985 | Armação Ilimitada     | Palhaço Chupado              |
| 1985 | Roque Santeiro        | Lúcio Armando                |
| 1986 | Cambalacho            | Palhaço Pirulito             |
| 1987 | Sassaricando          | Ele mesmo                    |
| 1988 | Bebê a Bordo          | José Antônio (Zetó)          |
| 1989 | Que Rei Sou Eu?       | Guarda do palácio            |
| 1990 | Rainha da Sucata      | Rabello                      |
| 1991 | Xuper Star            | Puraci Ubiratã               |
| 1991 | Vamp                  | Vicentinho Fernando          |
| 1992 | Deus Nos Acuda        | Brasilino da Silva (Brasil)  |
| 1997 | Zazá                  | Gastão                       |
| 1998 | Era Uma Vez...        | Frei João                    |
| 1998 | Torre de Babel        | Ele mesmo                    |
| 1999 | Sai de Baixo          | Fernandão / Giogione         |
| 2000 | Você Decide           | Paulo                        |
| 2004 | Chocolate com Pimenta | Palhaço Crispim              |
| 2004 | A Diarista            | Ele mesmo (Aquele do Projac) |
| 2005 | Os Aspones            | Antunes                      |
| 2008 | Nada Fofa             | Kélio                        |
| 2009 | Caras & Bocas         | Professor Gilberto           |
| 2009 | Malhação              | Paulo Mattos                 |
| 2010 | Ti Ti Ti              | Ele mesmo                    |
| 2011 | Macho Man             | Nelson Zucatelli (Zuzu)      |
| 2012 | Cheias de Charme      | Ele mesmo                    |
| 2012 | Guerra dos Sexos      | Wanderley                    |
| 2013 | Divertics             | Ele mesmo                    |
| 2014 | Alto Astral           | Ele mesmo                    |
| 2016 | Haja Coração          | Ele mesmo                    |
| 2019 | Verão 90              | Mendoncinha                  |

Cinema
| Ano  | Filme              | Personagem                  |
| ---- | ------------------ | --------------------------- |
| 1978 | Pequenas Taras     |                             |
| 1990 | Manhattan          |                             |
| 1993 | Alma Corsária      | Magalhães                   |
| 2006 | Xuxa Gêmeas        | Palhaço Mór                 |
| 2006 | Se Eu Fosse Você   | Edgar T. Braga              |
| 2008 | A Guerra dos Rocha | Cassiano França / Cassandra |
| 2011 | Retrato Falhado    | Baretta                     |

### Como roteirista
Televisão
| Ano  | Título                             |
| ---- | ---------------------------------- |
| 1996 | Não Fuja da Raia                   |
| 2004 | Estação Globo (programas infantis) |

Cinema
| Ano  | Filme                              |
| ---- | ---------------------------------- |
| 1985 | Os Trapalhões no Reino da Fantasia |
| 2006 | Xuxa Gêmeas                        |

## Prêmios e indicações
| Ano  | Prêmio       | Categoria      | Indicação        | Resultado |
| ---- | ------------ | -------------- | ---------------- | --------- |
| 1983 | Prêmio APCA  | Melhor Diretor | Guerra dos Sexos | Venceu    |
| 2011 | Prêmio Extra | Melhor Ator    | Macho Man        | Indicado  |